# Ciekawość

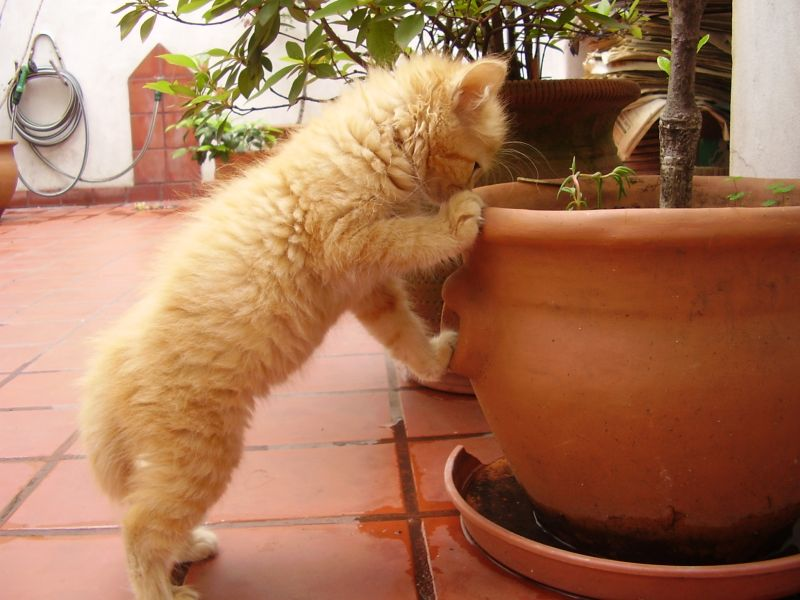

Ciekawość (łac. curiosus) – zachowanie polegające na nieświadomym pragnieniu poznania, poszukiwania, badania lub uczenia się. Ciekawość jest cechą człowieka, jak i wielu zwierząt. Zachowanie to w dużej mierze zależy od czynników zewnętrznych, środowiska, a także od doświadczenia we wcześniejszej znajomości tematu. Termin może być także używany do określenia zachowania powodowanego przez emocje, polegającego na dążeniu do poznania nowych rzeczy, będących siłą napędową badań naukowych i innych dyscyplin ludzkiej pracy.